# Scalea
Scalea (Scalìa in calabrese, Skalia in greco bizantino) è un comune italiano di 11 662 abitanti della provincia di Cosenza in Calabria. Sorge in prossimità dell'antica Laos, città della Magna Grecia.

## Origini del nome
Proprio l'antica configurazione della costa di Scalea potrebbe essere all’origine del suo nome. Esso va certo connesso a scala, ma non nell’accezione della facile etimologia popolare — oggi molto diffusa — che fa derivare il suo nome dalla forma "a scala" dell'attuale centro storico.
È probabile che il nome Scalea — nel dialetto locale 'a Scalia — vada riconnesso al greco skalíon (σκαλίον), diminutivo di skála (sκἀλα), antico vocabolo latino entrato nel lessico greco medievale anche con il significato di "scalo marittimo", "molo", "banchina". Notevole è poi la somiglianza della forma plurale τὰ sκαλία (ta skalía), cioè "i porticcioli", con la citata forma dialettale del toponimo. A dare il nome al borgo e al suo primo nucleo abitativo (risalente a metà del IX secolo) fu quindi l'isolotto di Torre Talao, che costituiva approdo e "scalo" ideale per le imbarcazioni.

## Geografia fisica

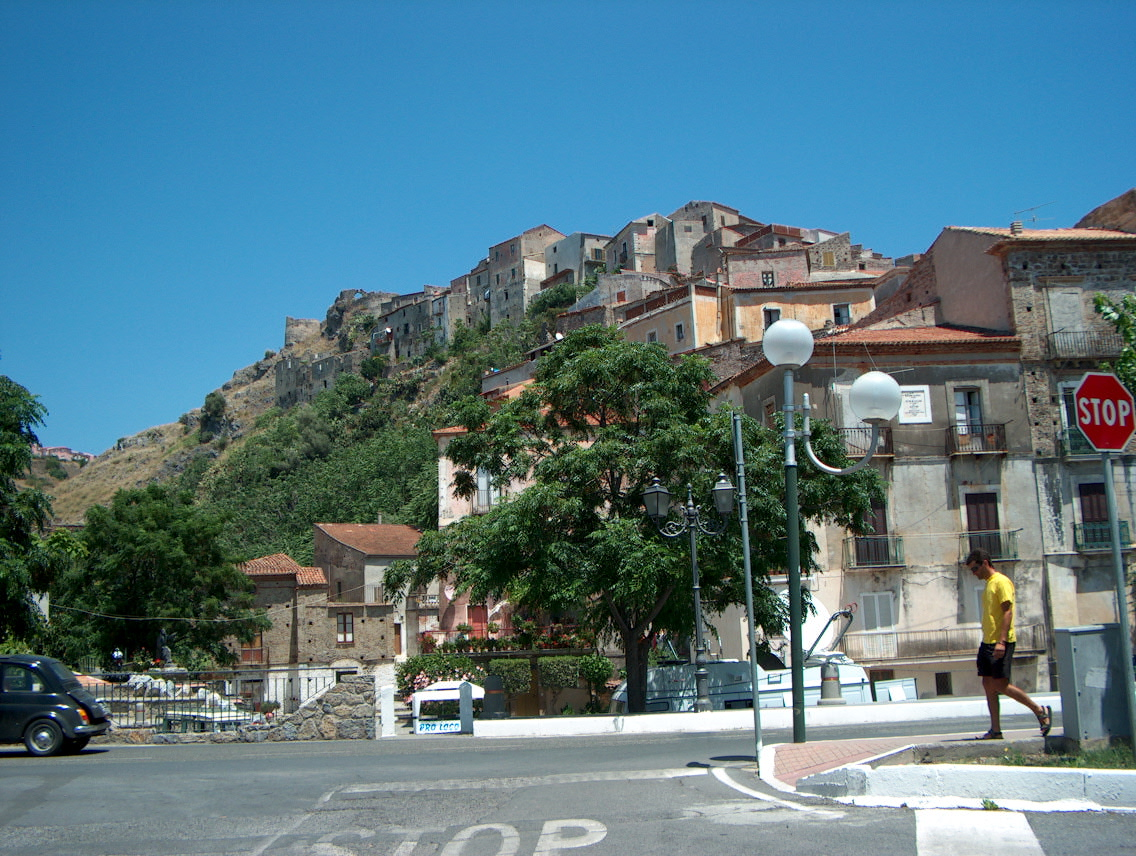
Panorama del Centro Storico

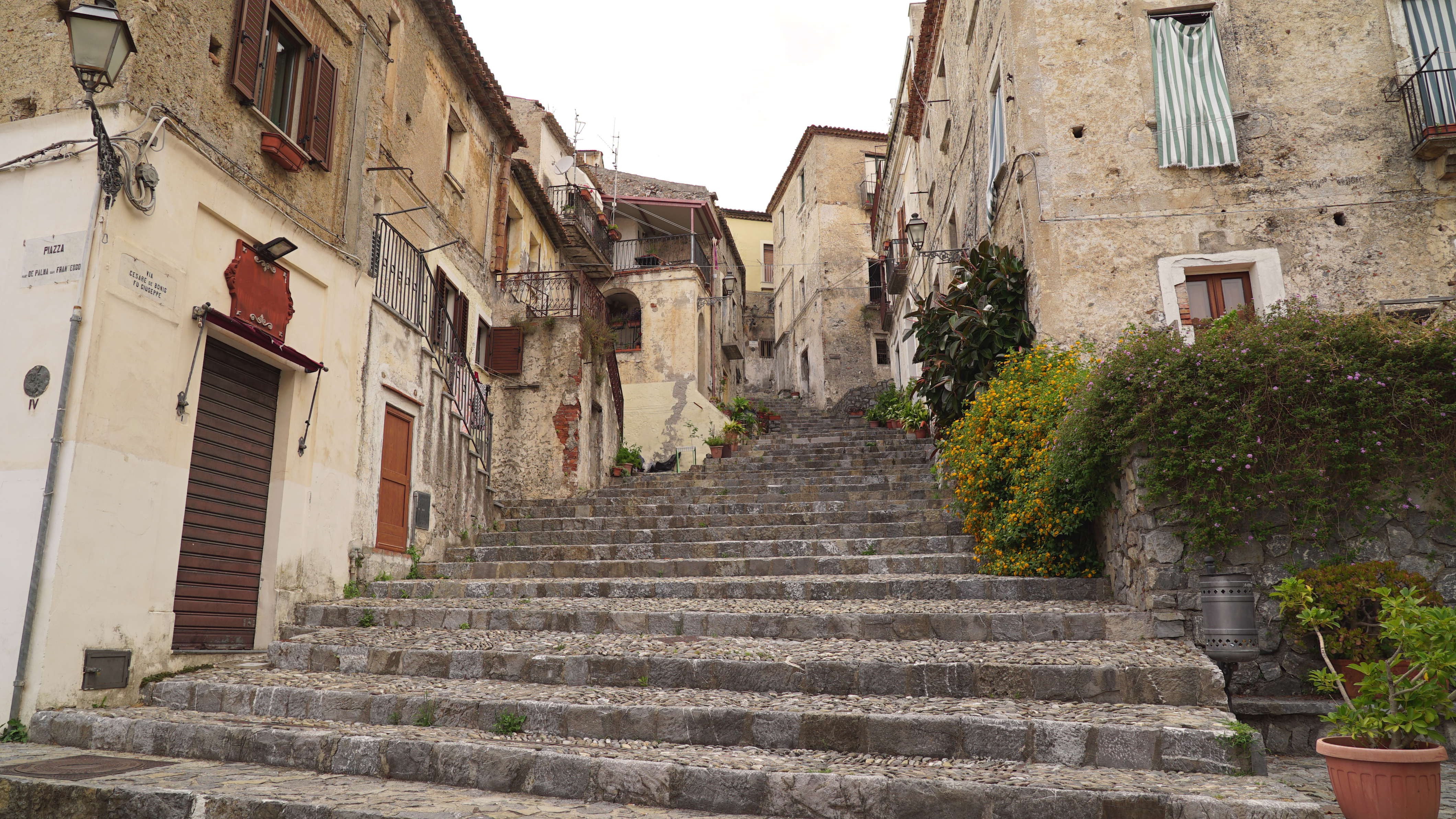
Scalinate del Centro Storico

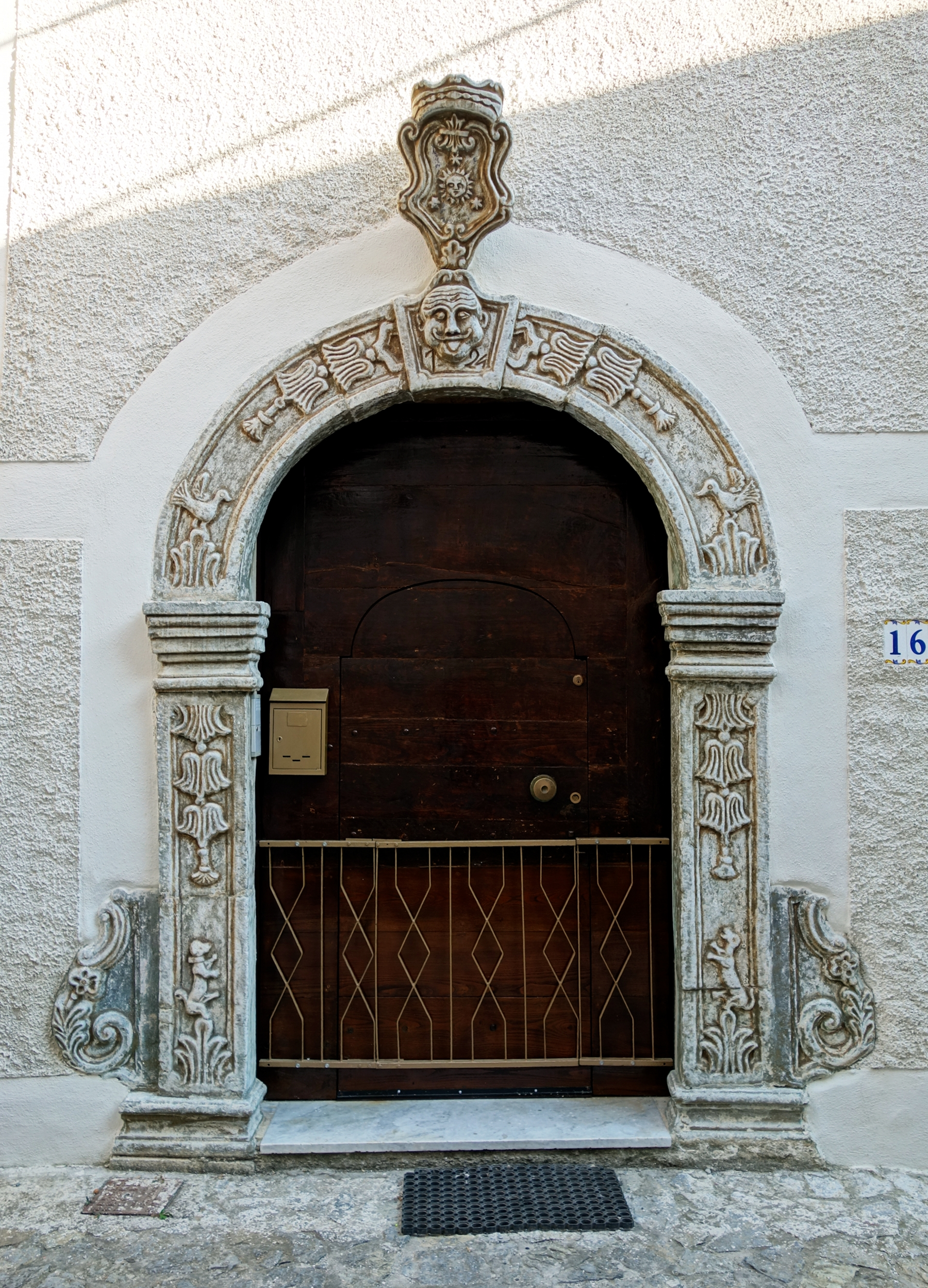
Porta del Centro Storico

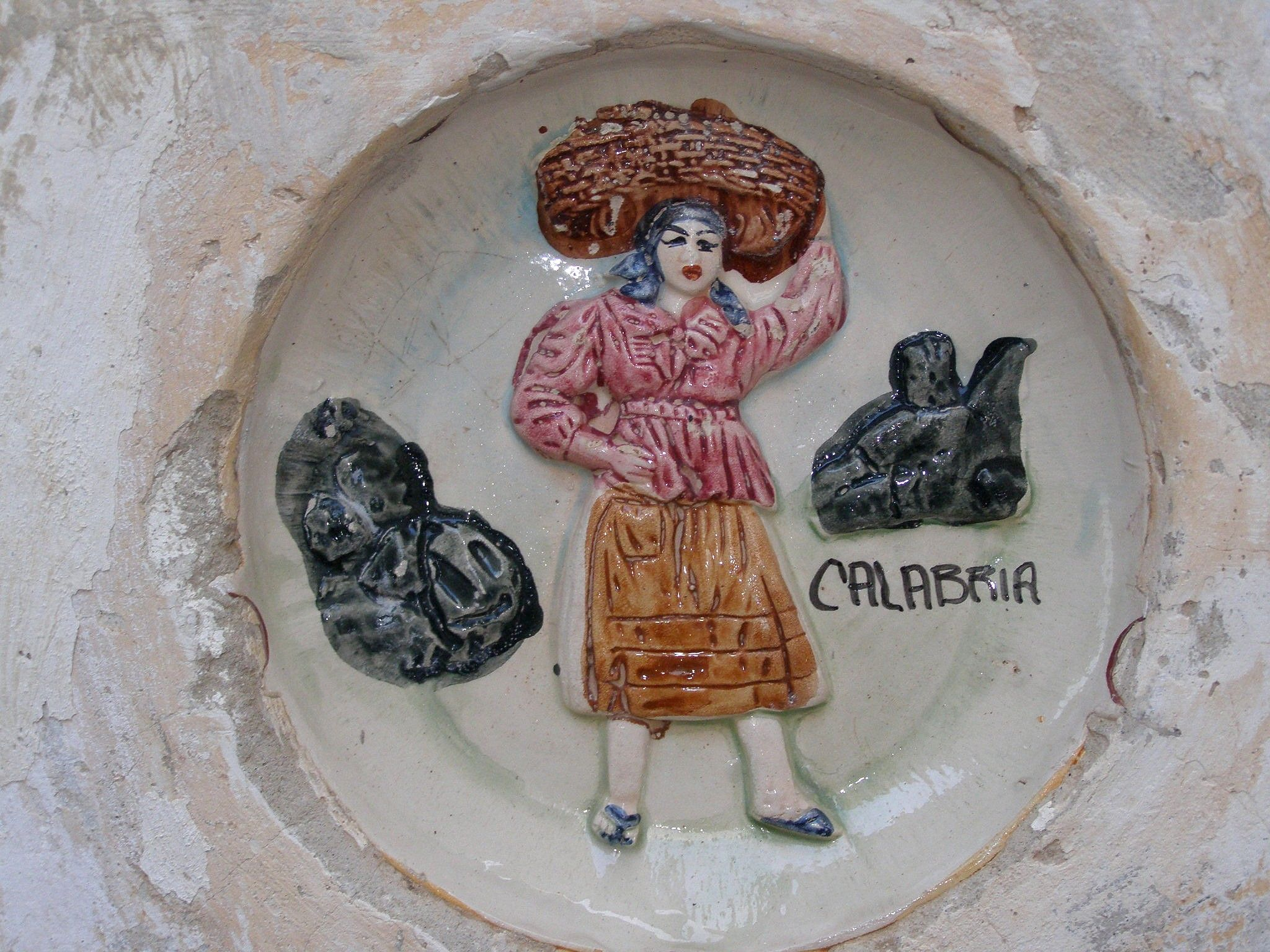
Ceramica

Il territorio comunale, di forma quadrangolare, con la base maggiore di circa 8 km adagiata sul mar Tirreno, ha una profondità verso l'interno di circa 3 km e un'estensione totale di 22,56 km². Esso confina a nord con San Nicola Arcella, ad est con Santa Domenica Talao, a sud-est con Orsomarso, a sud con Santa Maria del Cedro ed a ovest con il mar Tirreno. La cittadina si dispone su un vasto promontorio, che delimita a sud il Golfo di Policastro. I rioni più antichi si dispongono arroccati a gradoni, posti ad una quota di 75 m sul livello del mare; la parte più moderna si sviluppa lungo la costa.
La linea della costa si presenta in un primo tratto a sud sabbiosa e lineare, mentre assume a nord carattere frastagliato e roccioso con presenza di grotte, prodotte dall'erosione marina. Per metà dell'estensione il terreno è pianeggiante (formato dal recente sedimento del fiume Lao che sfocia in mare dopo aver attraversato, per circa 3 km, la parte meridionale del territorio). L'altra metà è di natura collinare con altezza massima di 408 m sul livello del mare.
Scarso interesse hanno i corsi d'acqua, che sono a carattere torrentizio. Degni di nota sono solo il torrente Carpini, che definisce il confine settentrionale del territorio, ed il torrente Sant'Angelo, affluente del Lao. Geologicamente il territorio è caratterizzato da affioramenti di depositi e formazione di età compresa tra il Triassico e l'Olocene, di natura ed ambiente diversi.
In relazione al parametro coerenza, sono stati distinti quattro tipi di rocce che pertanto, rappresentano gruppi litologici omogenei o per predominanza di un litotipo o per la presenza di un'associazione caratteristica di più litotipi. La prima unità rappresenta depositi incoerenti superficiali o pseudocoerenti di origine alluvionale, lacustre o di accumulo detritico-residuale eluvio-colluviale. Le altre unità comprendono rocce sedimentarie con prevalenza di un tipo litologico coerente, semicoerente o pseudocoerente.

## Storia
Scalea è uno dei paesi più importanti e più antichi dell'alto Tirreno cosentino. Nelle grotte di Torre Talao sono stati rinvenuti, nel corso di scavi archeologici, manufatti di pietre ed ossa dell’epoca paleolitica.
Durante la civiltà del bronzo, del ferro e nella fase protostorica (X-VII secolo a.C.) gli uomini vivevano nelle valli del Lao in piccole comunità: prova di questo periodo è lo scoglio di Torre dell'isola, una delle prime stazioni dell’uomo nell’Italia meridionale. Durante gli scavi nelle grotte di Torre Talao sono state rinvenute prove della fase musteriana in Calabria, oltre i resti della fauna pleistocenica riferibili all'industria paleolitica media.
Successivamente la zona era stata dapprima terra degli Enotri fino a quando i Greci Sibariti, per facilitare le comunicazioni con la loro colonia di Posidonia (Paestum), nel 600 a.C. fondarono la città di Laos. Essa fu una città costiera posta sulle prime alture del fiume Lao.
Laos si può considerare antenata di Scalea, così come lo fu la colonia romana di Lavinium, come testimoniano i numerosi ruderi di ville romane di epoca imperiale sparse nella piana e nelle prime alture.
Il nucleo originale di Scalea sorse durante il periodo delle lotte tra Bizantini e Longobardi; verso la fine del VI secolo Scalea fu occupata dai Longobardi e rimase loro colonia finché alla fine dell'VIII secolo Carlo Magno sottomise tutti i ducati. I Longobardi costruirono una rocca; la città rimase per circa 3 secoli arroccata, cinta dalla muraglia delle sue case legate tutte insieme e aperta all'esterno con due porte: quella militare, in cima, presidiata dalla fortezza del Gastaldo e trasformato in castello dai Normanni e quella cittadina sullo spiazzo Cimalonga. Il borgo sorto ai piedi del castello divenne come una fortezza sul mare e fu denominato Scalea forse per il suo sviluppo sui gradoni del Colle simile ad una scala.
A Scalea nel VII secolo si erano nel frattempo insediati gli Anacoreti, monaci eremiti greci bizantini che trascorrevano la loro vita ascetica in piccoli rifugi come le grotte della Scalicella. A questi nel IX secolo si aggiunsero i monaci che avevano lasciato la Sicilia per l'invasione degli Arabi.
Già in epoca normanna Scalea aveva avuto una grande attività mercantile e marinara. Agli inizi del XIV secolo Scalea divenne un importante scalo marittimo. In seguito alla sua ribellione agli Angioini divenne terra demaniale con il sensibile sgravio fiscale che agevolò notevolmente ogni attività produttiva e commerciale. Di tale opportunità si avvantaggiò la marineria di Scalea che divenne una delle più rinomate della Calabria. Le sue navi toccavano i più importanti porti del Mediterraneo.
Durante il periodo angioino-aragonese la popolazione di Scalea salì ad oltre 5 000 abitanti. Successivamente a causa delle guerre, delle incursioni saracene e delle epidemie si registrò un’inversione di tendenza, fino al dimezzamento della popolazione totale con un esodo nei casali di Scalea.
L’interno di Scalea è un intrico di scale, vicoli, larghi, supporti ed archi. Una delle caratteristiche del nucleo storico sono i Suppuorti, tratti coperti delle vie, nati dalla necessità di costruire, per motivi di difesa, le case una sull'altra.
Nel XVI secolo scoppiarono in varie parti della Calabria moti antifeudali ed anche Scalea vi prese parte attiva.
Il secolo XVII fu uno dei più duri, una serie di terremoti provocarono molti danni; a questi si aggiunsero con inclemenza pestilenze e carestie.

Nel settecento la città aveva solo una piccola frazione, San Nicola (oggi San Nicola Arcella), poiché nel secolo precedente Santa Domenica (oggi Santa Domenica Talao) si era emancipata. Buoni erano i commerci e le produzioni:
(Lorenzo Giustiniani, Dizionario Geografico del Regno di Napoli, Napoli, 1802.)
Durante la seconda guerra mondiale Scalea fu bombardata. Dagli anni sessanta le poche case che costituiscono l'attuale centro storico vennero progressivamente abbandonate e gli abitanti iniziarono a costruire edifici nuovi occupando la zona a sud del nucleo originario; tale processo proseguì fino agli anni novanta quando Scalea assunse l'attuale fisionomia. A partire dal nuovo millennio venne costruito l'aeroporto (ancora poco utilizzato) e la piscina comunale che è entrata in funzione nel mese di settembre 2012 (distrutta però nel 2013 a causa di una tromba d'aria). Attualmente è in progetto la realizzazione di un porto che dovrebbe sfruttare parte dello spazio antistante la Torre Talao.
Nel luglio 2013, a seguito dell'inchiesta "Plinius", viene disposto l'arresto di 38 persone in varie regioni, fra cui il sindaco di Scalea, cinque assessori comunali e alcuni funzionari comunali; tra i reati contestati ai componenti della giunta cittadina c'è quello di associazione di tipo mafioso. Nei giorni successivi, a seguito delle dimissioni di diversi consiglieri, venne a mancare il numero minimo di consiglieri necessari alla normale attività amministrativa e il consiglio comunale venne sciolto e venne nominato un commissario prefettizio per la gestione provvisoria.
Successivamente, nel febbraio 2014, il Consiglio dei Ministri presieduto da Matteo Renzi, ha approvato il decreto del presidente della Repubblica con il quale veniva dichiarato lo scioglimento per infiltrazioni mafiose e veniva incaricata per la gestione una triade di funzionari statali che rimarranno in carica fino alle successive elezioni nella primavera del 2016.
Il 12 febbraio 2018 Scalea riceve dal presidente della Repubblica Sergio Mattarella il titolo onorifico di città.

### Le quattro porte di Scalea
Lorenzo Giustiani, viaggiatore erudito del XVIII secolo, descrisse così la città vecchia:
(Lorenzo Giustiniani, Dizionario Geografico del Regno di Napoli, Napoli, 1802)

### Simboli
Lo stemma è inquartato e comprende: una torre, una donna a petto nudo con bilancia e spighe di grano, un uomo con un delfino in braccio, una scala con tre stelle. I colori dello stemma sono il giallo-oro, il rosso e l'azzurro.
La torre rappresenta la città fortificata; la figura femminile con bilancia e spighe di grano 
nelle mani indica la felicità, l'abbondanza e la giustizia; l'uomo con un delfino in braccio ricorda
indica che fin dai tempi antichi «fiorì la città accanto l'ameno lido del mare»; la scala sta a
significare che ad una parte dell'attuale Scalea un secolo e mezzo fa si ascendeva al lido 
per alcuni gradoni che sporgevano sulla strada; le tre stelle simboleggiano le virtù morali: Giustizia, Fortezza e Temperanza.
Il gonfalone è un drappo di azzurro.

## Monumenti e luoghi d'interesse

### Architetture religiose
Dopo la costruzione di un convento francescano nel XIII secolo ad opera di Pietro Cathin, discepolo di Francesco d'Assisi, Scalea divenne un centro religioso e culturale.

#### Chiesa di Santa Maria d'Episcopio

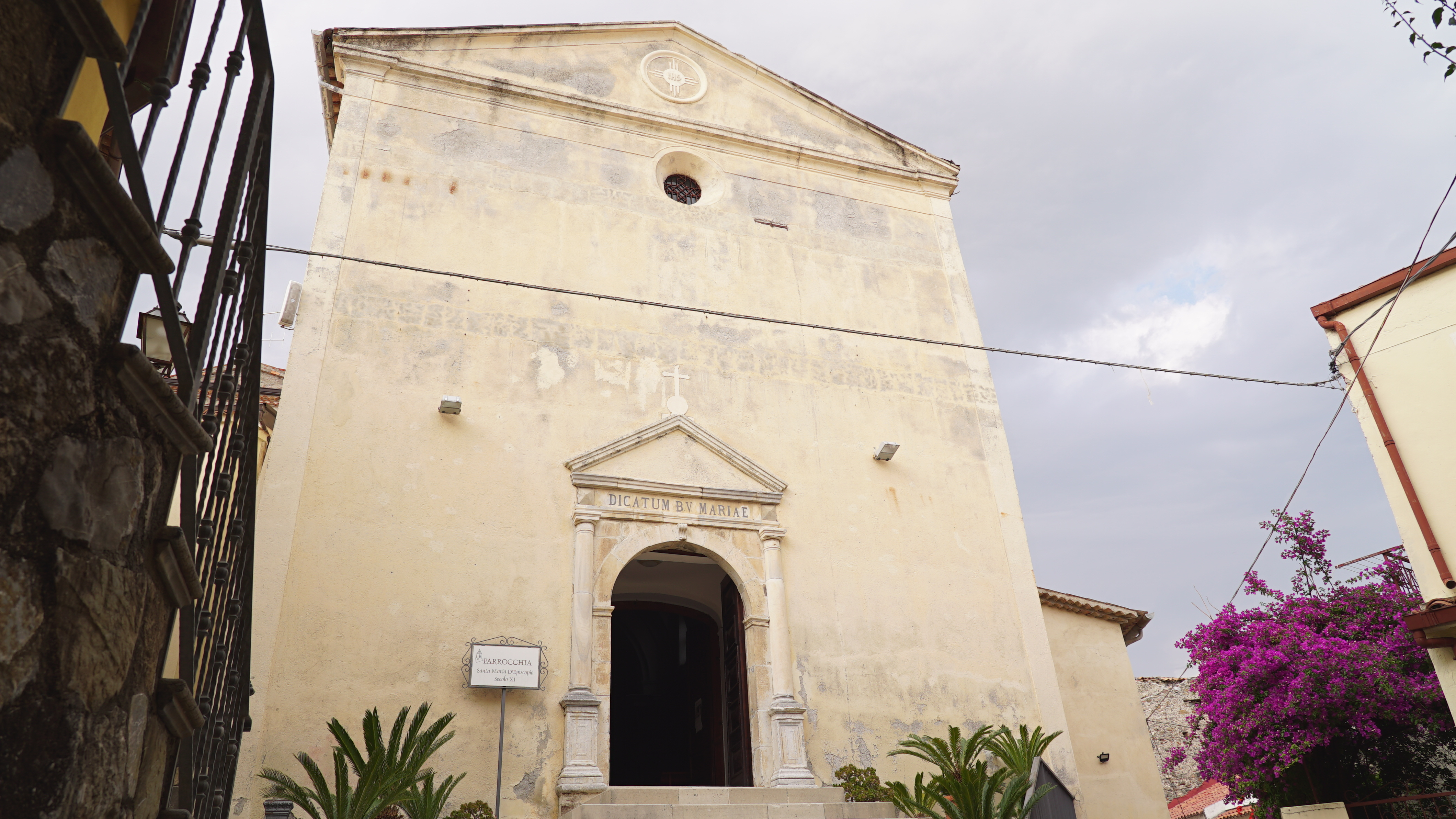
La chiesa di Santa Maria d'Episcopio

La chiesa, meglio conosciuta come "Madonna del Carmine", è ricca di monumenti e opere d'arte. La Madonna del Carmine è la patrona di Scalea e si festeggia il 15 e 16 luglio di ogni anno. La mattina del 16 luglio il sindaco, a nome della cittadinanza, offre un "cero" Votivo alla Madonna. Il giorno della festa la statua della Madonna è portata in processione per le vie principali del paese. Partecipano alla processione donne con le "cinte" portate sul capo. La cinta è formata da un telaio in legno, riccamente addobbata, predisposta per reggere i ceri votivi.
La Madonna del Carmine fu proclamata patrona e protettrice di Scalea il 7 marzo del 1875, dopo un'epidemia di colera. La confraternita carmelitana era stata fondata già nel 1806. L'anno dopo ebbe l'indulgenza del papa Paolo V con bolla del 1º aprile. In occasione del centenario della proclamazione il popolo di Scalea offrì alla Madonna una corona d'oro. L'oro offerto dalla popolazione fu fuso in piazza vecchia, all'aperto, presenti tutti i fedeli, con una particolare cerimonia.
Il primo nucleo della chiesa Madonna del Carmine risale all'VIII secolo. Periodo questo di maggiore attività dei monaci Basiliani nella zona, conosciuta con il nome di Mercurion. In questi anni la chiesa fu anche sede episcopale o almeno di corepiscopi, gli ausiliari dei vescovi. In questa epoca, la chiesa, già dedicata a Santa Maria Annunziata, prese il nome di Santa Maria d'Episcopio: inoltre vicino alla chiesa resta un edificio signorile, con pseudo loggiato normanno, che per tradizione è indicato come il "palazzo del Vescovo". In epoca normanna la chiesa fu notevolmente ingrandita e affidata ai Benedettini di Cava dei Tirreni. Questo perché con l'avvento dei normanni le chiese di rito bizantino dovettero latinizzarsi. Molti monasteri greci, pertanto, furono affidati ai monasteri latini. Il superbo finestrone absidale della chiesa è appunto una testimonianza di questo periodo.
La chiesa nel 1554 subì il saccheggio dei saraceni di Dragut. Anni dopo fu ampliata e abbellita. Altri rifacimenti sostanziali furono apportati alle strutture della chiesa nei secoli XVIII e XIX.
Nel 1971 un fulmine ha distrutto l'orologio del campanile installato nel 1921 in sostituzione di uno più antico. Nel 1976 sono iniziati nella chiesa lavori di restauro.

#### Chiesa di San Nicola in Plateis

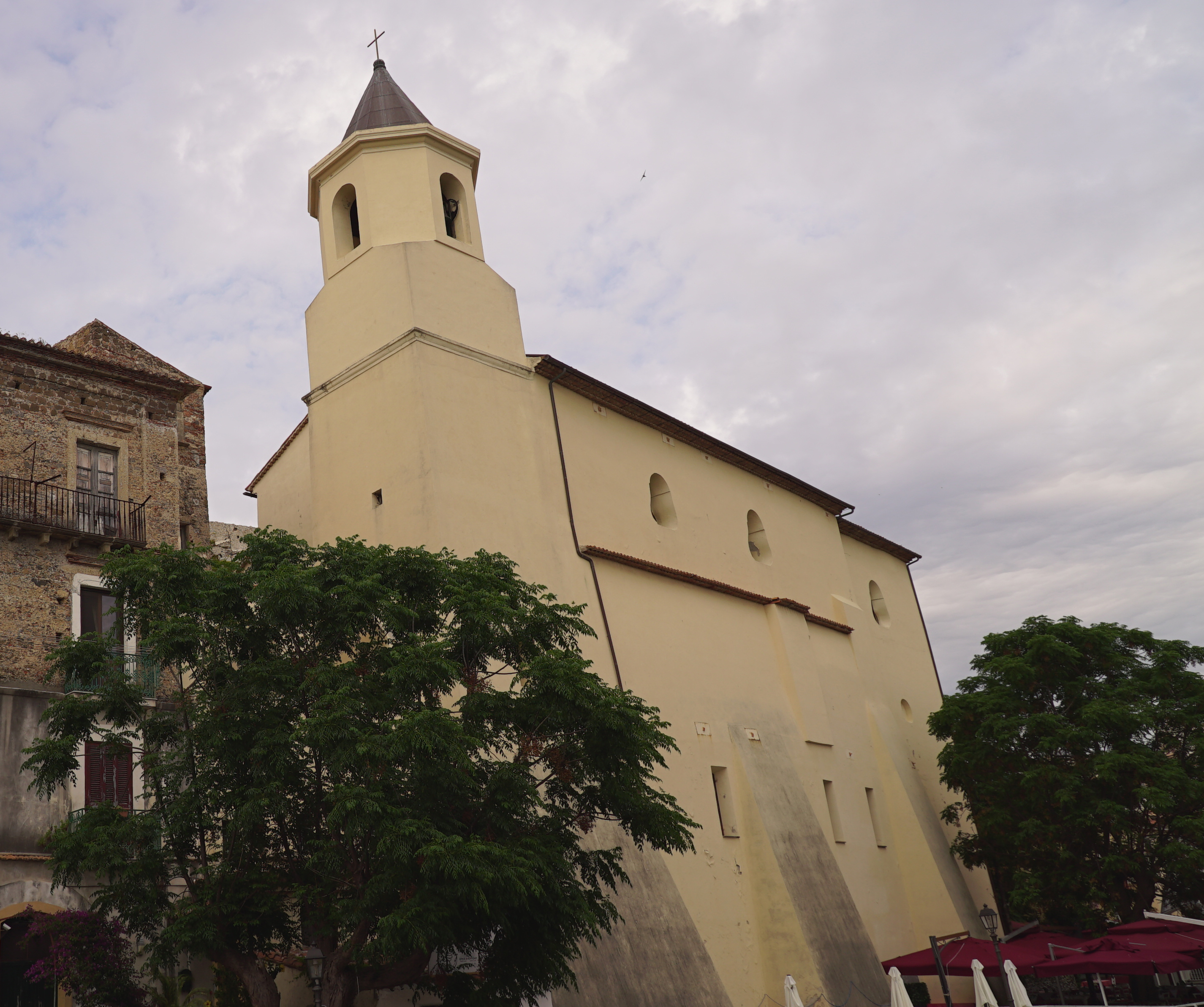
La chiesa di San Nicola in Plateis

La parte bassa del centro storico è sovrastata dall'imponente struttura della chiesa “di sotto”, dedicata a san Nicola di Platea, attestata a partire dal VIII secolo e inizialmente gotica, attualmente frutto delle ricostruzioni post-belliche della seconda guerra mondiale.

#### Chiesetta dello Spedale
Il convento francescano, anche detto "Chiesetta dello Spedale", fu costruito dai monaci Basiliani nel IX secolo. La pianta è a due navate e tre absidi con annessi un dormitorio, una sala da pranzo e un soggiorno. La chiesa era originariamente parte integrante di un monastero bizantino, come testimoniato dagli affreschi nei quali tra l'altro è ben visibile l’effige di San Nicola.  
Secondo la tradizione popolare, la monarchia borbonica (1735-1860) lo avrebbe restaurato per adibirlo ad ospedale; i lavori di spicconatura hanno purtroppo rovinato buona parte degli affreschi.  
Successivamente il luogo è stato utilizzato come frantoio. Al suo interno infatti è presente una grande macina in pietra. 
Le condizioni strutturali della chiesetta sono critiche, e la manutenzione è per ora a carico di una famiglia del luogo. 

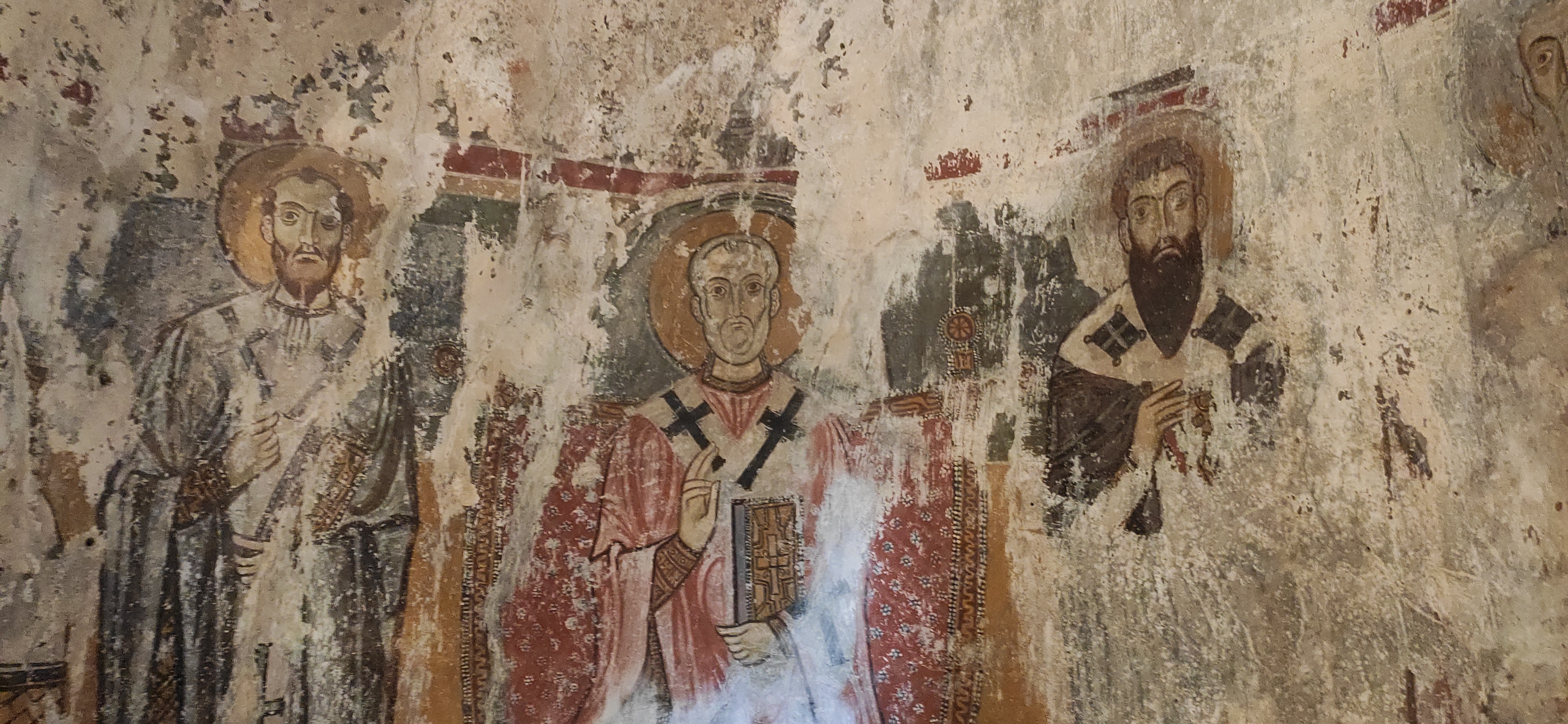
Affreschi della "Chiesetta dello Spedale" in cui è presente San Nicola

#### Santuario della Madonna del Lauro
Il santuario fu costruita agli inizi del XVIII secolo dai pescatori del luogo e di Meta di Sorrento, per sciogliere un voto fatto alla Madonna in occasione di una tempesta.
Ruderi di Chiese Basiliane del secolo IX con affreschi.
Ruderi della Grancia e del Convento Francescano del secolo XIII.

### Architetture civili
La chiesa fu elevata a santuario il 7 settembre 1987 da vescovo Augusto Lauro.
- Palazzo dei Principi: il Palazzo situato nel Centro Antico è testimonianza dell'architettura medioevale del secolo XIII, di proprietà del comune, sede della Biblioteca Comunale e di immensi saloni che custodiscono pregevoli affreschi del Seicento.
- Palazzetto Normanno detto l'Episcopio del XII secolo: il palazzetto durante la dominazione angioina divenne una vera e propria fortezza militare e vi nacque un importante e illustre personaggio, Ruggero di Lauria[7], grande ammiraglio della flotta angioina-aragonese.
- Palazzo Palamolla: il palazzo fu abitato dai Palamolla che si trasferirono a Scalea nel XIV secolo per sfruttare l’economia commerciale del tempo attraverso il traffico marino. In tempi più recenti fu sede della caserma dei Carabinieri, poi durante l’ultimo conflitto fu adibito a caserma per i soldati della difesa costiera.
- Piazza Aldo Moro
- Piazza Saverio Ordine
- Piazza Gregorio Caloprese

### Architetture militari
- Torre Talao

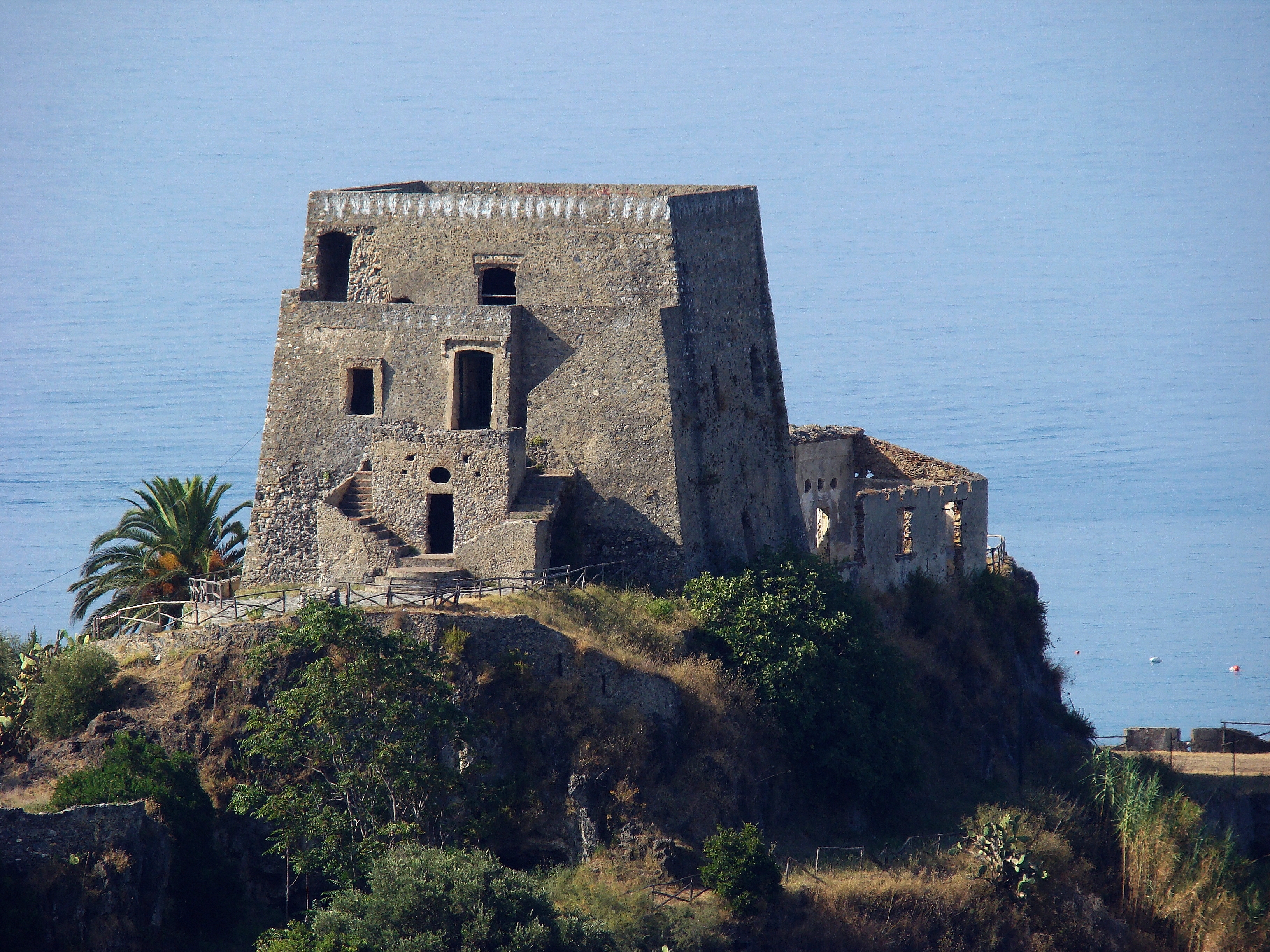
Torre Talao

- Ruderi del Castello di Scalea visti da estRuderi del Castello Normanno

- Torre Cimalonga

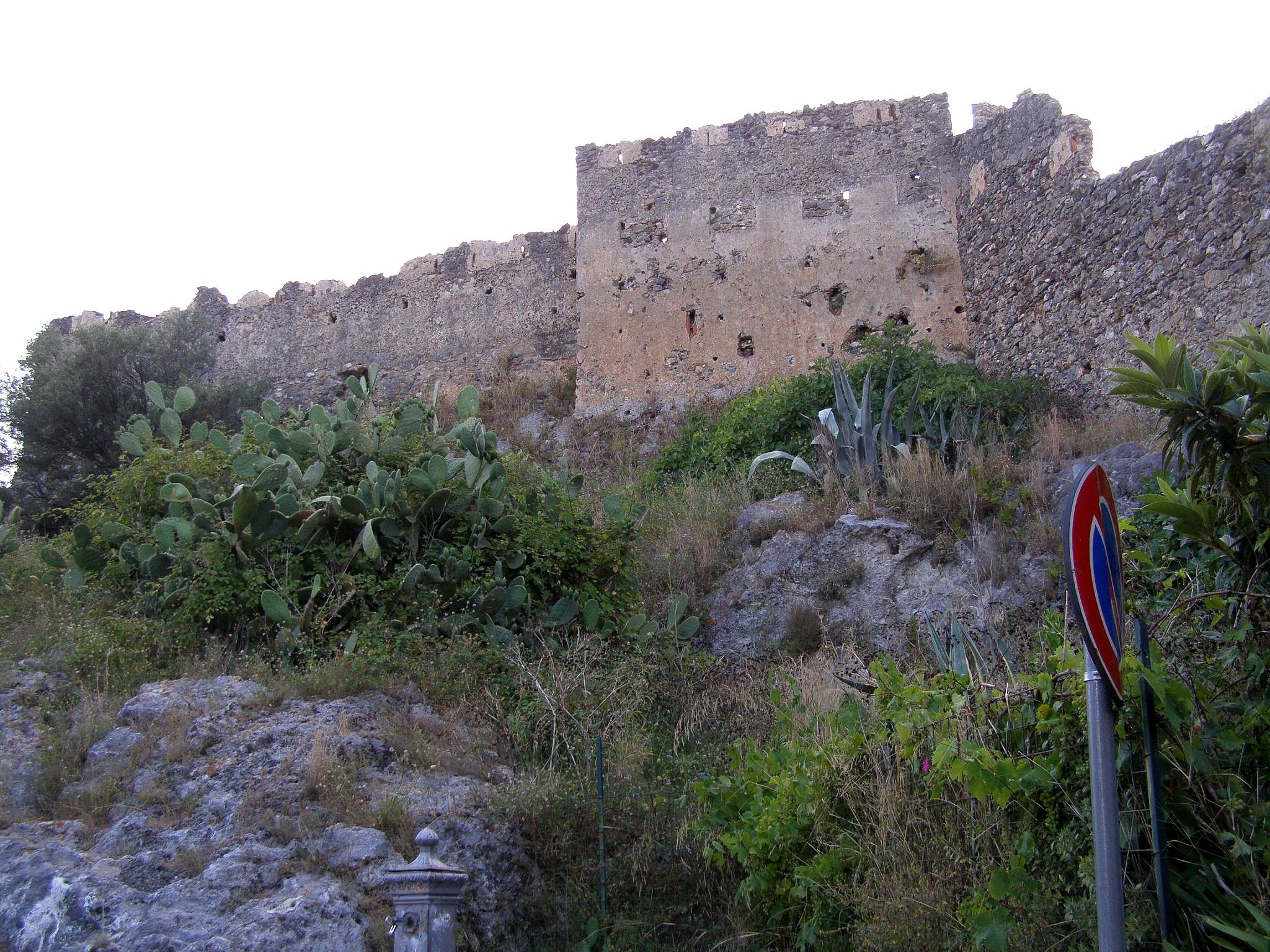
Ruderi del Castello di Scalea visti da est

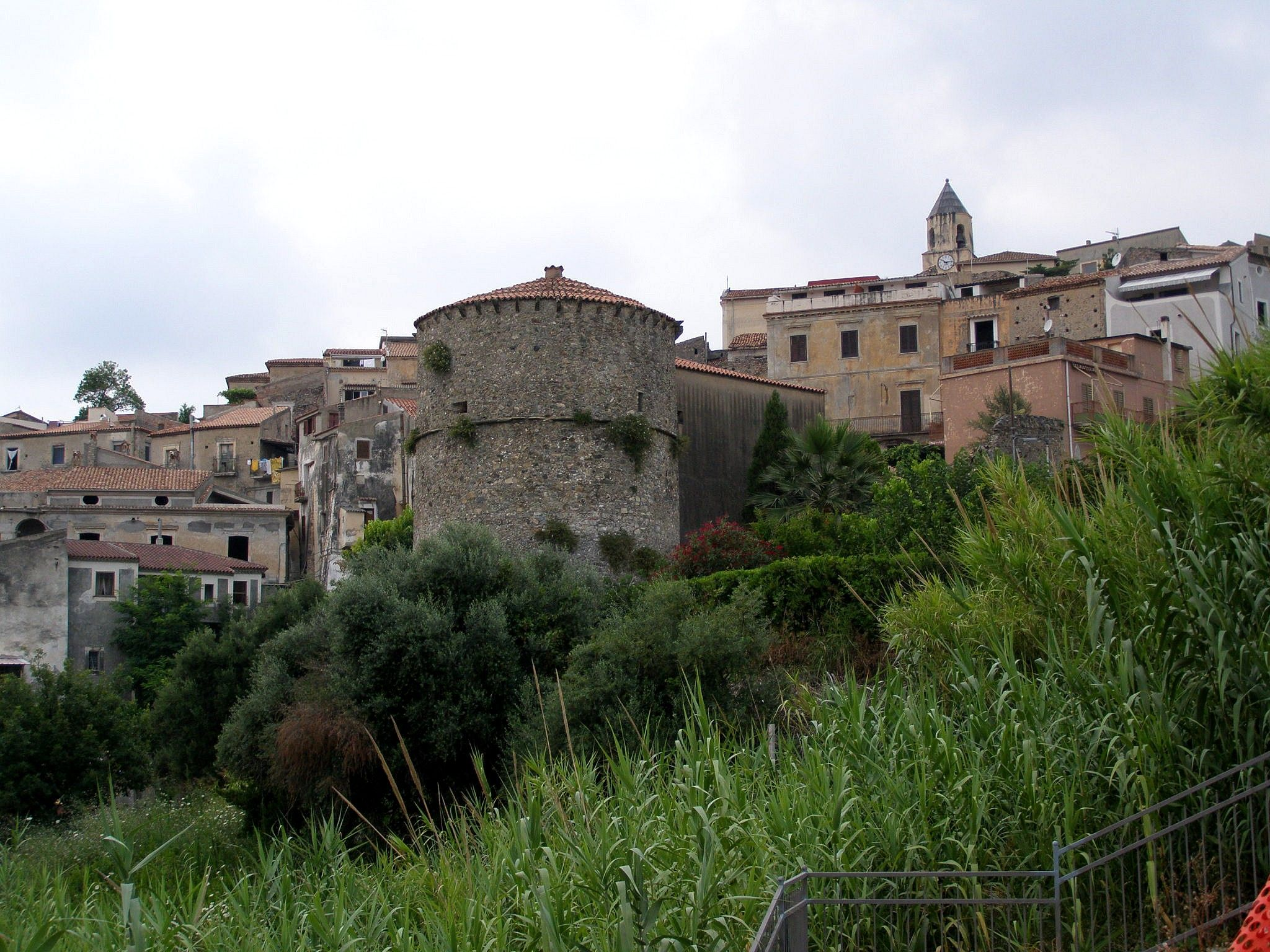
Torre Cimalonga

- Torre della Scalicella 'o "di Giuda": Scalea da nord era protetta dalla torre di guardia del castello, conosciuta come Torre di Giuda. All'inizio del XVII secolo il guardiano della torre non avvertì il castello della presenza dei saraceni. I nemici attaccarono Scalea, che colta impreparata fu presa. Scalea, dopo aver subito il saccheggio riuscì a respingere i saraceni. Dopo la battaglia il guardiano traditore, cercato e preso, fu impiccato ad un albero. Da allora la torre di guardia del castello fu detta Torre di Giuda. Questa però è la versione popolare. Gli storici danno altre spiegazioni sul nome della Torre. Alcuni sostengono che la torre fu detta di Giuda perché era vicino al ghetto degli Ebrei. Le torri di guardia all'epoca, venivano erette per motivi di difesa. Dalla Torre dovevano essere facili gli avvistamenti e la comunicazione con il Castello: da essa si dominava la baia, mentre dal Castello si sentiva distintamente la voce di chi parlava vicino ad un muro della Torre e dalla Torre si sentiva la voce di chi parlava dalla torre d'angolo nord del Castello.

### Aree naturali
- Scogliera Ajnella
- Le grotte marine ""du trasi e jesci"", "della pecora" e "del bacio".

### Altro
- Sarcofago Ademaro Romano (sec. XIV)
- Sculture lignee e marmoree, affreschi e tele nelle chiese di Santa Maria d'Episcopio e di San Nicola in Plateis
- Busto di Gregorio Caloprese, opera dello scultore Enrico Mossuti (1911).
- Grotte del paleolitico medio (epoca musteriana).

## Società

### Evoluzione demografica
Abitanti censiti

### Etnie e minoranze straniere
Secondo i dati ISTAT al 31 dicembre 2018 la popolazione straniera residente era di 1 002 persone, ovvero il 9,03% della popolazione totale.
Le nazionalità maggiormente rappresentate in base alla loro percentuale sul totale della popolazione residente erano:
- Romania 411 3,71%
- Pakistan 106 0,96%

## Cultura

### Eventi
Scalea ospita il Laos Fest, un festival di musica indipendente esordito nel 2003 e ripreso nel 2021 dopo una pausa di 15 anni.

### Musica
Il cantautore napoletano Tony Tammaro dedica una canzone alla città di Scalea. Si tratta del brano di apertura del terzo album discografico Da granto farò il cantanto del 1992.

## Economia

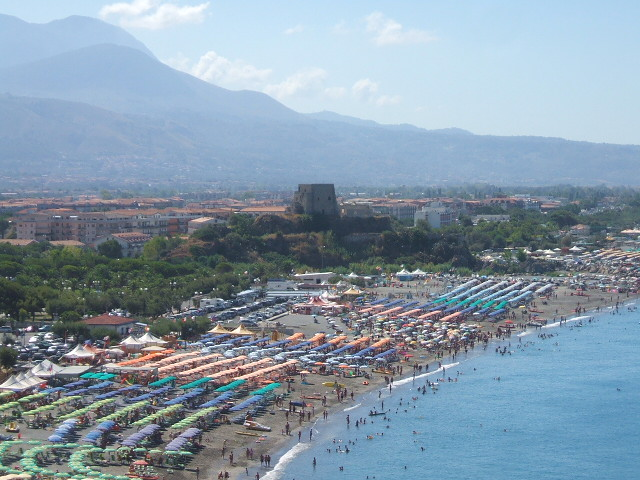
La riviera di Scalea

Le attività primarie di Scalea sono state storicamente l’agricoltura e la pesca, anche se oggi sono quasi del tutto scomparse. Fino agli anni settanta, la zona parallela al mare era coltivata a cedri, poi lo sviluppo edilizio ha portato i proprietari a vendere i loro terreni ricavandone guadagni maggiori rispetto a quelli che avrebbero ottenuto dalla vendita dei prodotti agricoli.
La situazione socioeconomica del comune oggi è caratterizzata da un'economia di consumo sussidiata, nella quale gli afflussi netti di risorse finanziarie dall'esterno sopravanzano gli investimenti lordi e concorrono a finanziare largamente i consumi.
Tutto questo ha provocato una forte espansione dei consumi e dell'edilizia creando un processo di crescita disorganizzato e caotico definibile come una "modernizzazione senza sviluppo".
L’agricoltura, oggi, si caratterizza solo per la scarsissima integrazione con le attività di trasformazione e commercializzazione; le colture irrigue, nonostante le potenzialità esistenti, stentano ad espandersi.
L'industria minore si è sviluppata solo in alcuni settori, tipo l'edilizia ed i settori connessi. L'economia è rivolta soprattutto al turismo.

## Infrastrutture e trasporti
Il comune è attraversato dalla strada statale 18 Tirrena Inferiore e dalla strada statale 504 di Mormanno ed è servito dalla stazione ferroviaria Scalea-Santa Domenica Talao posta sulla linea Battipaglia-Reggio di Calabria. Negli ultimi anni la mobilità ferroviaria ha osservato incrementi significativi in termini di efficienza e volumi, diventando Scalea fermata principale sulla costa dall'alto tirreno cosentino per i treni ad alta velocità provenienti da tutto il resto del Paese. Nel territorio comunale si trova l'Aviosuperficie di Scalea.

## Amministrazione
| Periodo           | Periodo           | Primo cittadino                                   | Partito                         | Carica                    | Note                 |
| ----------------- | ----------------- | ------------------------------------------------- | ------------------------------- | ------------------------- | -------------------- |
| 1980              | 1985              | Francesco Zito                                    | Democrazia Cristiana            | sindaco                   |                      |
| 1985              | 1990              | Francesco Zito                                    | Democrazia Cristiana            | sindaco                   |                      |
| 1990              | 6 giugno 1993     | Alessandro Bergamo                                | lista civica                    | sindaco                   |                      |
| 6 giugno 1993     | 28 dicembre 1995  | Francesco Pezzotti                                | lista civica indipendente       | sindaco                   |                      |
| 28 dicembre 1995  | 9 giugno 1996     |                                                   |                                 | commissario straordinario |                      |
| 9 giugno 1996     | 16 aprile 2000    | Francesco Pezzotti                                | lista civica di centro-sinistra | sindaco                   |                      |
| 16 aprile 2000    | 4 aprile 2005     | Mario Russo                                       | lista civica                    | sindaco                   |                      |
| 4 aprile 2005     | 29 marzo 2010     | Mario Russo                                       | lista civica di centro-destra   | sindaco                   |                      |
| 29 marzo 2010     | 24 luglio 2013    | Pasquale Basile                                   | lista civica                    | sindaco                   |                      |
| 24 luglio 2013    | 25 febbraio 2014  | Domenico Giordano Massimo Mariani                 |                                 | commissario straordinario |                      |
| 25 febbraio 2014  | 5 giugno 2016     | Salvatore Caccamo Roberto Esposito Rosario Fusaro |                                 | commissario straordinario | [ 19 ] [ 20 ] [ 21 ] |
| 5 giugno 2016     | 18 febbraio 2020  | Gennaro Licursi                                   | lista civica Per la tua città   | sindaco                   |                      |
| 18 febbraio 2020  | 21 settembre 2020 | Giuseppe Guetta Francesco Massidda                |                                 | commissario straordinario |                      |
| 21 settembre 2020 | 23 dicembre 2024  | Giacomo Perrotta                                  | lista civica Scalea europea     | sindaco                   |                      |
| 23 dicembre 2024  | in carica         | Giuseppe Di Martino                               |                                 | commissario prefettizio   |                      |

### Gemellaggi
- Władysławowo, dal 17 novembre 2017[senza fonte]

## Sport
Ha sede nel comune di Scalea la società di calcio U.S.D. Scalea 1912, vincitore nel 1971 del Campionato Nazionale Juniores, nel corso della sua storia ha disputato esclusivamente campionati dilettantistici regionali.
Lo stadio comunale "Domenico Longobucco" è stato costruito negli anni 1930 in terra battuta. Dal 2010 è in erba sintetica.
La formazione di pallavolo locale è la Volley Scalea, militante nel campionato di Serie D fino al 2019.
Il 12 maggio 2022 si è conclusa a Scalea la 6ª tappa del Giro d'Italia 2022, con la vittoria del corridore Arnaud Démare della Groupama-FDJ. Al secondo e terzo posto si sono classificati rispettivamente Caleb Ewan (Lotto Soudal) e Mark Cavendish (Quick-Step Alpha Vinyl Team).